# A szupercsapat (televíziós sorozat)
A szupercsapat (eredeti cím: The A-Team) amerikai televíziós akciófilm-sorozat, ami eredetileg az NBC csatornán futott 1983-tól 1987–ig. A sorozatot Stephen J. Cannell és Frank Lupo teremtette meg. A sorozat alapötletét felhasználva még egy mozifilm is készült belőle 2010-ben.

## Cselekmény
Négy amerikai katonát letartóztatnak egy általuk el nem követett bűncselekmény miatt. Egy akció során sikerül megszökniük. Azóta is szökésben vannak és segítenek az arra érdemeseknek és azoknak, akik rászorulnak, saját készítésű fegyverekkel és járművekkel. Vezetőjük John "Hannibal" Smith ezredes, a csapat pilótája a kissé bolond Henry Matthew ("Howling Mad", magyarul ordító bolond) Murdock kapitány. Műszaki szakértőjük a nehézfiú Bosco Albert Baracus őrmester (a magyar változatban: R. F., "Rosszfiú"). A csapat negyedik tagja Templeton Peck hadnagy, alias "Szépfiú". A négy volt zsoldos katona üldözője Lynch ezredes.

## A sorozat főcímének szövege
Tíz évvel ezelőtt egy különleges kommandó egység tagjait elítélték egy általuk el nem követett bűntény miatt, ám az ítélet kihirdetése előtt sikerült megszökniük. A kormány máig is körözi őket, de szerencsés módon mindig találnak kibúvót. Ha bármilyen megoldhatatlannak tűnő problémája van és véletlenül sikerül megtalálnia őket, talán önt is kisegíti a szupercsapat.

## Főszereplők
| Szereplő                                  | Színész        | Magyar hang                              |
| ----------------------------------------- | -------------- | ---------------------------------------- |
| John 'Hannibal' Smith ezredes             | George Peppard | Szersén Gyula                            |
| Templeton 'Szépfiú' Peck hadnagy          | Dirk Benedict  | Viczián Ottó                             |
| Henry Matthew 'Bolond' Murdock százados   | Dwight Schultz | Csuja Imre                               |
| Bosco 'B.A.', 'Rosszfiú' Baracus őrmester | Mr. T          | Gesztesi Károly                          |
| Amy Amanda 'Triple A' Allen               | Melinda Culea  | Kökényessy Ági (alt. Kisfalvi Krisztina) |
| Tawnia Baker                              | Marla Heasley  | Kiss Erika                               |
| Frankie Santana                           | Eddie Velez    | Czvetkó Sándor                           |
| Hunt Stockwell tábornok                   | Robert Vaughn  | Perlaki István                           |

## A sorozat születése
A szupercsapat írói és producerei Stephen J. Cannell és Frank Lupo voltak. Cannellt kirúgták az ABC-től még a 80-as évek elején, ahonnan az irányt az NBC-hez vette, ahol az első munkája a szupercsapat volt. Brandon Tartikoff felvetette Cannell-nek hogy a sorozatot a Piszkos Tizenkettő, a Mission Impossible sorozat, a Hét Mesterlövész, a Mad Max és a Zsarulesen sorozatból kellene összegyúrni és megálmodni, amiben „Mr T. vezesse az autót.”
A szupercsapatot mindig úgy írták meg és forgatták, hogy a főhősök mindig a jó oldalon állnak és kiállnak az elnyomók ellen. S persze az üldözőik sem tudják őket elkapni, mivel mindig előttük járnak egy lépéssel.
Cannell a sorozatba beleszőtte az akkori 80-as évek tipikus TV-műsoros akciófilmjegyeit: helikopterek, géppuskák teljes arzenálját, megspékelve rajzfilmszerű karikaturisztikus akciójelenetekkel. S persze a vonzó színésznők sem maradhattak ki.

## A sorozat kritikai fogadtatása
Maga a sorozat történeti szál része, de a pirotechnikai részek (az autók mindig ugyanúgy robbantak fel) is sablonosak voltak. Kritikák is érték a túlzott erőszak ábrázolás miatt, ami azért érdekes, mivel a közel 100 leadott rész alatt alig 5 ember halt meg. A másik kritika a túlzott szexistaság volt. Bár a nézettség ettől függetlenül is erős volt, beleírtak két hölgyszereplőt is a sorozatba: Melinda Culeát és Marla Heasley-t, de egyik sem maradt túl sokáig képernyőn.
Marla Heasley-nek George Peppard elmondta a forgatások előtt, rögtön az első napon, hogy itt senki nem akart női szereplőt, csupán a producerek kényszerítették az írókat a színészgárda bővítésére.
Részben a szereplők miatt, akik jól lettek összeválogatva, részben az akciójelenetek, a főcímdal és a csapat autója miatt is, de népszerű sorozat volt. A sorozatot azért is kedvelték, mert az addigi filmekkel, filmsorozatokkal ellentétben már nem egy magányos hős, vagy egy páros remekelt a képernyőn, hanem egy csapat, akik mind rátermett egyének, mindegyiknek van még egy sajátos rendkívüli adottsága. Lényegében koordinálják egymást a munkában és a feladatokat megosztják, hogy mindenki a legjobb képességét kamatoztathassa – így viszik sikerre a közös ügyet.

## Szereplőgárda
Hannibal szerepét eredetileg James Coburnnek szánták az alkotók, de végül George Peppard kapta meg. Peppard ekkora már befutott szinész volt, éppen ezért sértőnek érezte, hogy egy zöldfülű ellopja a sorozatban a főszerepet, aki nem más volt, mint a Rosszfiúként megismert Mr. T.
Mr T nem csak a sorozat sztárjává vált (sőt, a Murdockot alakító Dwight Schultznak is igen nagy lett a népszerűsége), hanem egy idő után már többet is keresett, mint Peppard. Emiatt is folyamatos viták voltak a két színész közt.
Valamelyest ezt a helyzetet kezelni csak egy ember tudta: Hulk Hogan, aki önmagát játszotta a sorozatban két epizód erejéig. Az alkotók szerettek volna további szerződést aláírni Hogannel remélve ezzel azt is, hogy ő kezelni tudja a két színész rivalizálását, de ő a pankrátori munkája miatt a felkérést nem tudta elvállalni.
Szépfiú szerepére sem Dirk Benedict volt az első jelölt, hanem Tim Dunigan. Mindössze egy rész erejéig alkalmazták a sorozatban.
A csapat negyedik tagja Dwight Schultz volt, aki az elmegyógyintézetben kezelt Murdockot játszotta. A kórház, ahonnan a barátai állandóan megszöktették, több embernek ismerős lehet, ugyanis ebben a kórházban vették fel a Grace klinika című sorozat nagy részét.

## A sorozatról
A szupercsapat epizodikus sorozat volt, nem folytatásos. Éppen ezért nincs folyamatos szál a történetben, csak a csapat üldöztetése és a nevük tisztára mosása. Visszaemlékezések és múltbéli szereplők persze vannak a sorozatban.
A sorozatban nők csak ideiglenesen szerepeltek, így az akció, a történet és a csapat kapta a főszerepet. A negyedik évadra viszont a sorozat népszerűsége csökkent, mivel a nézők unták, hogy a szereplőknél fejlődés nem mutatkozott. Látszólag a karakterek ugyanazt adták elő minden egyes részben. Továbbá azt sem kedvelték, hogy a katonai erők soha nem kapták el a 4 „rosszfiút”.
Így az ötödik évadra frissítettek a szereplőgárdán és a történeten is. A szereplőgárdába bekerült egy CIA-ügynök és egy új segéd, Frankie Santana. De az új történet és események és az, hogy a sorozat az utolsó évadban egy folytatásos sorozat lett, sem hozta meg a népszerűséget. Így a szupercsapat több évadot nem ért meg.
Bár többen is szerettek volna folytatást a későbbiekben, Peppard 1994-es halála miatt ez meghiúsult.

## Érdekességek
- A négy bajtársat, bár többször láthatjuk katonai ruhában, mégsem derül ki soha, hogy melyik osztagnál szolgáltak. Többféle katonai ruhát használtak és többször is másképpen utaltak a múltjukra és a kötelékükre.
- Az A-team (Szupercsapat) elnevezést a sorozat az Amerikában létező Különleges erők katonai egység becenevéből vette.
- A négy bajtárs közül csak Murdocknak nem hangzik el soha a keresztneve a sorozatban, bár néha látható a H.M. monogram, ami tulajdonképpen a Henry Matthew rövidítése (ennek szánták az írók), de gyakran értelmezi Murdock Howling Mad-ként (magyarul Üvöltő Őrült). A többiek neve: John Hannibal Smith, Arthur Templeton Peck, Bosco Albert Baracus.
- Murdock remek képességeit elnézve (professzionális pilóta, képzett katona, műszaki szakember, remek tanácsadó) nehéz elhinni, hogy mentálisan instabil, pedig Hannibál is megjegyzi egyik alkalommal, hogy idegbeteg. Az epizódokban más és más tünetek jelentkeznek nála, amelyek általa elképzelt személyekkel való önazonosításban, hallucinációkban és élettelen tárgyak intelligenciájába vetett hitében nyilvánul meg. Betegsége mégsem indítja semmilyen szélsőségekre és komolyabb (pl. életveszélyes) helyzetekben szakít addigi viselkedésével, visszatérve a realitás talajára. Ennél fogva Murdock nem valódi elmebeteg, még csak nem is személyiségzavaros.
- A negyedik évad utolsó részének forgatása közben Mr. T egyik családtagja is meghalt, emiatt nagyon nehéz időszakon ment keresztül, s a forgatásokon tapasztalt problémák miatt ki akart lépni a sorozatból. Állítólag összeírta egy listában a producernek a kifogásait és problémáit, amelyben az egyik „nyomós” ok egy rossz légkondicionáló volt. Tárgyalások útján ugyan, de még elvállalta az utolsó évadot.
- A sorozat izgalmasabb részeiből novellákat írtak. Összesen 10-et készítettek többek közt ilyen címekkel: Bullets, Bikinis and Bells and Operation Desert Sun: The Untold Story.
- George Peppardot, vagyis Hannibált mindenki úgy ismerhette meg a sorozatból, mint szenvedélyes szivarost. Naponta 3 dobozzal szívott el. 1992-ben, mikor egy daganatot eltávolítottak a tüdejéből, feladta káros szenvedélyét. De ez már túl későn tette meg, két év múlva meghalt tüdőgyulladás miatt, amit a tüdőrák kezelése alatt kapott el.
- 1989-ben a német TV-társaságok szerették volna bemutatni a sorozatot hazájukban. A jogok rendezése közben kitértek arra is, hogy mennyire erőszakosnak látják a sorozatot. Éppen ezért a leforgatott 98 részből csak 26-ot vásároltak meg.
- A sorozat készítői az ötödik évad fináléjának a 12-es Öregfiú-kommandó részt szerették volna. Eközben megfeledkeztek az utolsó forgatott 13. epizódról. Így alakult az, hogy 1986-ban 12 részt adtak le de egy évvel később, az ismétlések közepette már leadták a tényleges utolsó részt.
- További érdekesség, hogy az 5. évad mind a két utolsó részében Murdock visel egy pólót, amire az van ráírva, hogy finit, ami franciául van és azt jelenti, hogy vége.

## Az autó
A szupercsapat autója az 5 évad alatt a sorozat kultikus tárgyává vált vagány megjelenésével. Az alap egy 1983-as GMC Vandura volt, amire piros küllős felnit raktak és spoilereket. Majd feketére és szürkére festették középen egy piros csíkkal.
Ennek az autónak a küllemben javított mását használták a 2010-es sorozat alapján készült filmhez is.
Az évek során maga az autó annyira kultikus tárgy lett, hogy nem egy rajongó alakította át az autóját Szupercsapat stílusúra.

## Fegyverek
A sorozat elején Colt AR-15 SP1 félautomata puskát használtak (automata fegyver hangját keverték alá, hogy az M16-ost szimulálják), míg a későbbi évadok során már AC-556K-s Ruger Mini-14-et használtak, és ritkán Micro-Uzit.
Hannibalnál mindig volt egy 59-es Smith & Wesson Model vagy egy 639-es Smith & Wesson.

## Díjak, jelölések
Az eltelt 5 évad alatt a sorozatot háromszor jelölték Emmy-díjra: 1983-ban, 1984-ben és 1987-ben a hangmérnöki és vágási munkák miatt.

## Nézettség
A sorozat első három szezonjában még hozta az átlagos 17-20 százalékot nézettségben. Volt, hogy a 26 százalékot is elérte. A drámai csökkenés és érdeklődés hiánya a negyedik évadnál mutatkozott, ami miatt kénytelenek voltak alaposan átírni az ötödik évadra a forgatókönyvet, hogy újra nézőket szerezzenek, de sajnos ez az ötödik évadban sem sikerült, mivel folyamatosan csökkent a nézettség.
Az ötödik évadban tanúsított hanyatló szereplés miatt az NBC törölte a sorozatot a 7. rész után. Így kurtán 13 résszel fejezték be az utolsó évadot.
Nézettség számokban:
1. évad, 1983: # 10 – 16 743 300 fő
2. évad, 1983-1984: # 4 – 20 112 000 fő
3. évad 1984-1985: # 6 -18 593 100 fő
4. évad, 1985-1986: # 30 -14 517 100 fő
5. évad, 1986-1987: # 53 – közönség 9 361 000 fő

## Bring back ... The A-Team (2006)
2006 Május 18-án a Channel 4-es csatorna az Egyesült Királyságban leadott egy dokumentumfilmet, ahol nem csak a régi szereplőket, stábtagokat, írókat, producereket szólaltatták meg, hanem egy kisebb partira össze is hozták a tagokat egy kis múltidézésre. Justin Lee Collins a régi szereplőket és stábtagokat külön-külön meginterjúztatta a legváratlanabb helyeken és módokon.

## Film és sorozat
2010-ben a sorozatból film készült. 2015-ben bejelentette a Fox, hogy szeretnék a sorozatot újra feléleszteni, amire várható módon 2017-ben látnak lehetőséget.

## Fordítás
- Ez a szócikk részben vagy egészben  a   The A-team című angol Wikipédia-szócikk ezen változatának fordításán alapul.  Az eredeti cikk szerkesztőit annak laptörténete sorolja fel. Ez a jelzés csupán a megfogalmazás eredetét és a szerzői jogokat jelzi, nem szolgál a cikkben szereplő információk forrásmegjelöléseként.